# Rütli
Das Rütli ist eine historisch bedeutende Bergwiese im Kanton Uri in der Schweiz. Sie liegt ca. 480 m ü. M. am westlichen Ufer des Urnersees, eines Arms des Vierwaldstättersees, auf dem Gebiet der Gemeinde Seelisberg. Auf dieser Wiese soll der Legende nach durch den Rütlischwur das Bündnis der drei Urkantone Uri, Schwyz und Unterwalden (heute Ob- und Nidwalden) geschlossen worden sein. Als «Wiege der Schweiz» hat die etwa sechs Hektar grosse Wiese den Charakter eines Nationaldenkmals.

## Name

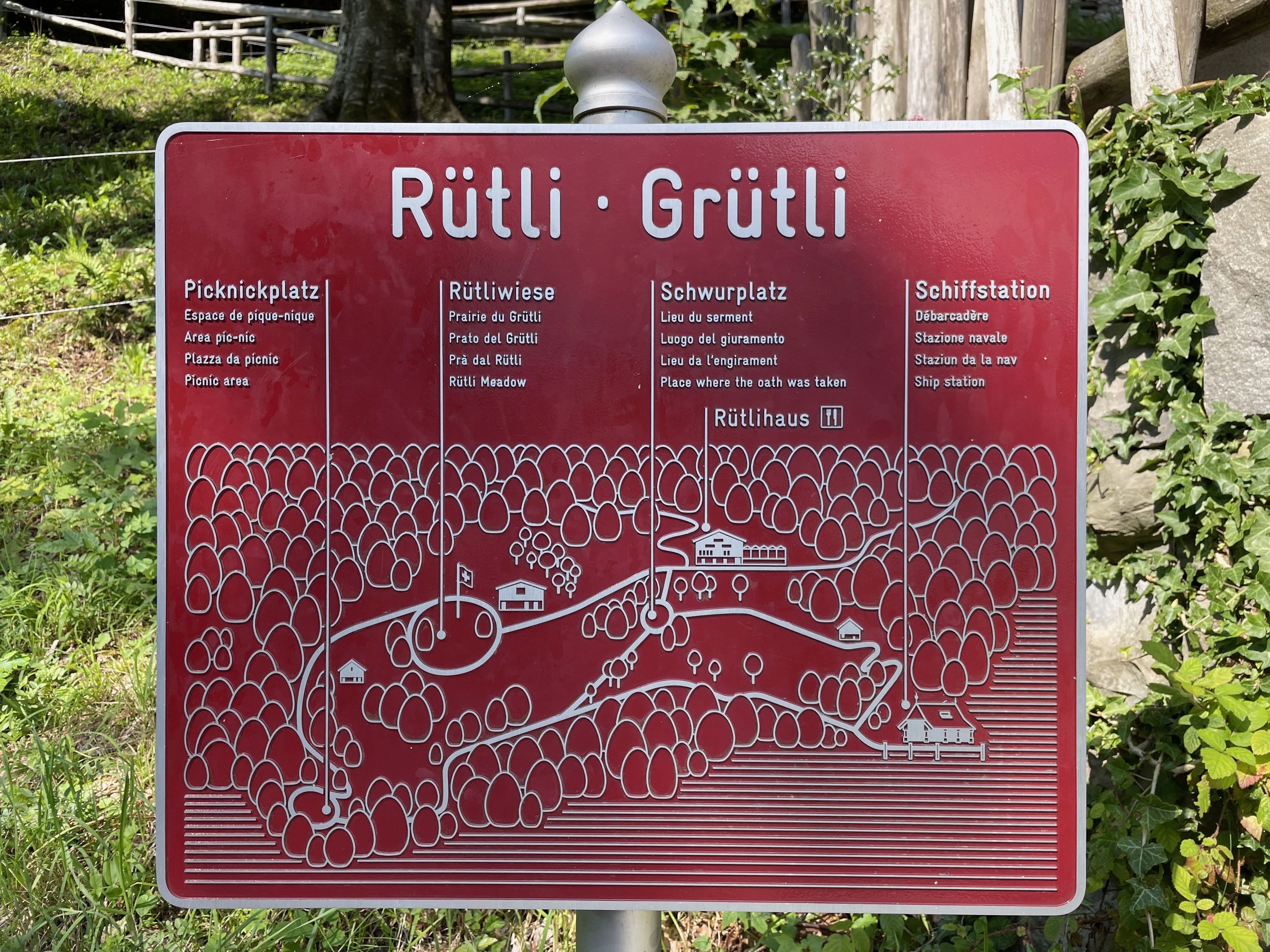
Die Namensformen Rütli und Grütli auf einer Hinweistafel. Im Lageplan wird ein kleiner Bereich des Geländes als «Rütliwiese» bezeichnet.

Rütli bedeutet wörtlich «kleine Rodung» (zu mhd. riuten «roden»). Die älteste überlieferte Schreibung (um 1470) ist im rüdlin. Als Genitivform gibt der Duden des Rütlis an, die Form des Rütli ist jedoch geläufiger.
Die Namensform Grütli taucht im 19. Jahrhundert nur gelegentlich auf. In zwei Landessprachen ist sie die Hauptvariante geworden: französisch le Grütli, italienisch il Grütli. Das kleine Museum, auf halber Höhe am Aufstiegsweg gelegen, hat den französischen Namen Musée Grütli, der auch im Deutschen, Italienischen und Englischen verwendet wird.
Gelegentlich wird das Rütli verdeutlichend Rütliwiese genannt. Auf dem Gelände selbst wird auf Hinweistafeln und einem Schild (siehe Bild unten) ein bestimmter Bereich als «Rütliwiese» ausgewiesen – auf dieser etwas flacheren Wiesenfläche befindet sich ein Fahnenmast mit Schweizerfahne.

## Geschichte

### Rütlischwur

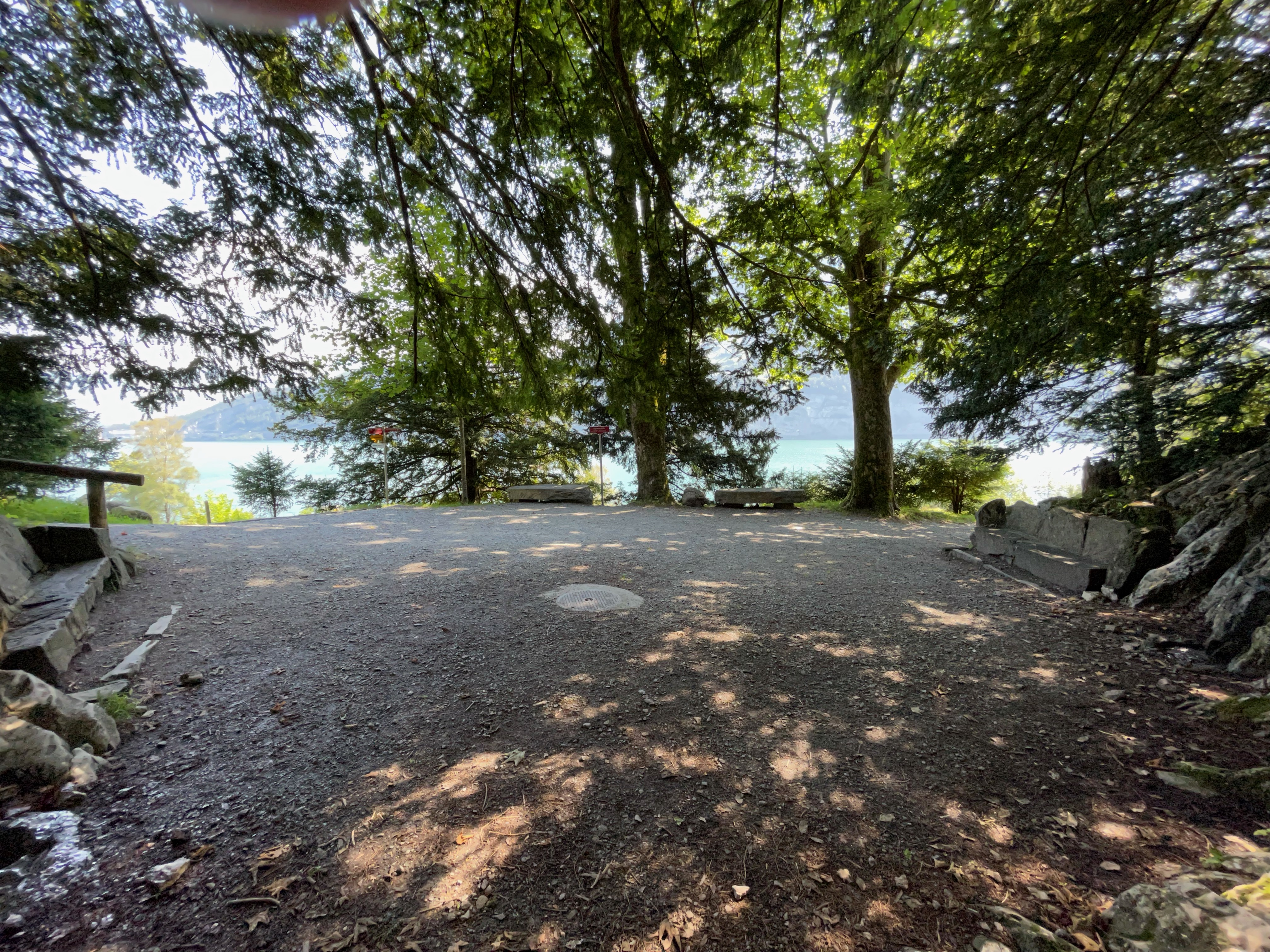
Schwurplatz

Der Rütlischwur ist aus historischer Sicht eine Legende. Es ist nicht bekannt, wann und wie die Vertreter von Uri, Schwyz und Unterwalden den Beistandspakt besiegelt haben sollen. Am Rütli wird heute der «Schwurplatz» als der Ort präsentiert, an dem der Schwur geleistet worden sein soll.
Der Rütlischwur und die Tell-Erzählung tauchen erstmals im Weissen Buch von Sarnen auf, das um 1470 geschrieben wurde. Der Chronist Aegidius Tschudi (1505–1572) griff auf diese Quelle zurück. In seinem Chronicon Helveticum datierte er den Rütlischwur auf den Mittwoch vor Martini (8. November) 1307.

### Entwicklung zum nationalen Symbol
Die Urkantone veranstalteten auf dem Rütli gelegentlich Versammlungen (unter anderem 1674 und 1713). Durch die Aufklärung konnten sich auch Liberale für das Rütli erwärmen, das die Ideale der nationalen Identität und der Freiheit symbolisierte. Der französische Philosoph Raynal schlug 1780 vor, ein Freiheitsdenkmal auf dem Rütli zu errichten, das Projekt scheiterte aber an Vorbehalten im Kanton Uri. 1789 schlug Uri seinerseits ein Rütli-Denkmal vor, das ebenfalls nicht verwirklicht wurde. In der Helvetischen Republik (1798–1803) blieb das Rütli eine Pilgerstätte für Konservative und Patrioten.
Friedrich Schillers Drama Wilhelm Tell (1804) rückte das Rütli in Deutschland wie in der Schweiz und in anderen Ländern in das Bewusstsein des Publikums. Schiller war selbst nie in der Schweiz gewesen, konnte aber Tschudis Chronik und die darin enthaltenen geografischen Angaben als Quelle nutzen. Sein Tell-Drama entsprach dem Zeitgeist und wurde sehr populär. Damit sorgte der deutsche Dichter im fernen Weimar massgeblich für den Aufstieg des Rütli zum nationalen Symbol der Schweiz. Durch Schillers berühmtes Drama neugierig geworden, kamen Menschen von nah und fern zum Rütli.
1820 schuf der Luzerner Dichter Johann Georg Krauer das patriotische Rütlilied, Franz Josef Greith fügte die Melodie hinzu. Krauer und Greith waren damals Studenten in Freiburg im Breisgau. Das Rütlilied beginnt mit den Zeilen «Von ferne sei herzlich gegrüsset | du stilles Gelände am See» und besingt in der dritten Strophe den Rütlischwur: «Hier standen die Väter zusammen | für Freiheit und heimisches Gut | und schwuren beim heiligsten Namen | zu stürzen die Zwingherrenbrut.»
Als die Mitglieder der Schweizerischen Gemeinnützigen Gesellschaft (SGG) nach der Jahresversammlung 1859 mit dem Schiff am Rütli vorbeifuhren, fiel ihnen auf, dass Investoren ein Hotel auf dem Rütli errichten wollten, das sich in Privatbesitz befand. Sie starteten die «Rütlikollekte», eine Geldsammlung zur Erhaltung des Rütli in seiner historischen Form. Noch im gleichen Jahr kaufte die SGG das Gelände mit dem gesammelten Geld und übergab das Areal 1860 der Schweizerischen Eidgenossenschaft als unveräusserliches Nationaleigentum. Sie behielt sich die Verwaltung des Rütli vor und setzte dafür eine Rütlikommission ein. Damit konnte das Rütli, das alte Symbol für die Gründung der alten Eidgenossenschaft, zwölf Jahre nach dem Sonderbundskrieg zum Symbol des neu entstandenen liberalen Bundesstaates werden. In der Folge verteilte die SGG 100'000 Grafiken vom Rütli an Schulkinder der Schweiz. Der bereits früh entstandenen Legende, dass die Schulkinder für das Rütli gesammelt hätten, wurde nicht entgegengetreten; sie verstärkte die Identifikation mit dem Rütli und damit mit der (modernen) Schweiz.

### Aufschwung des Tourismus

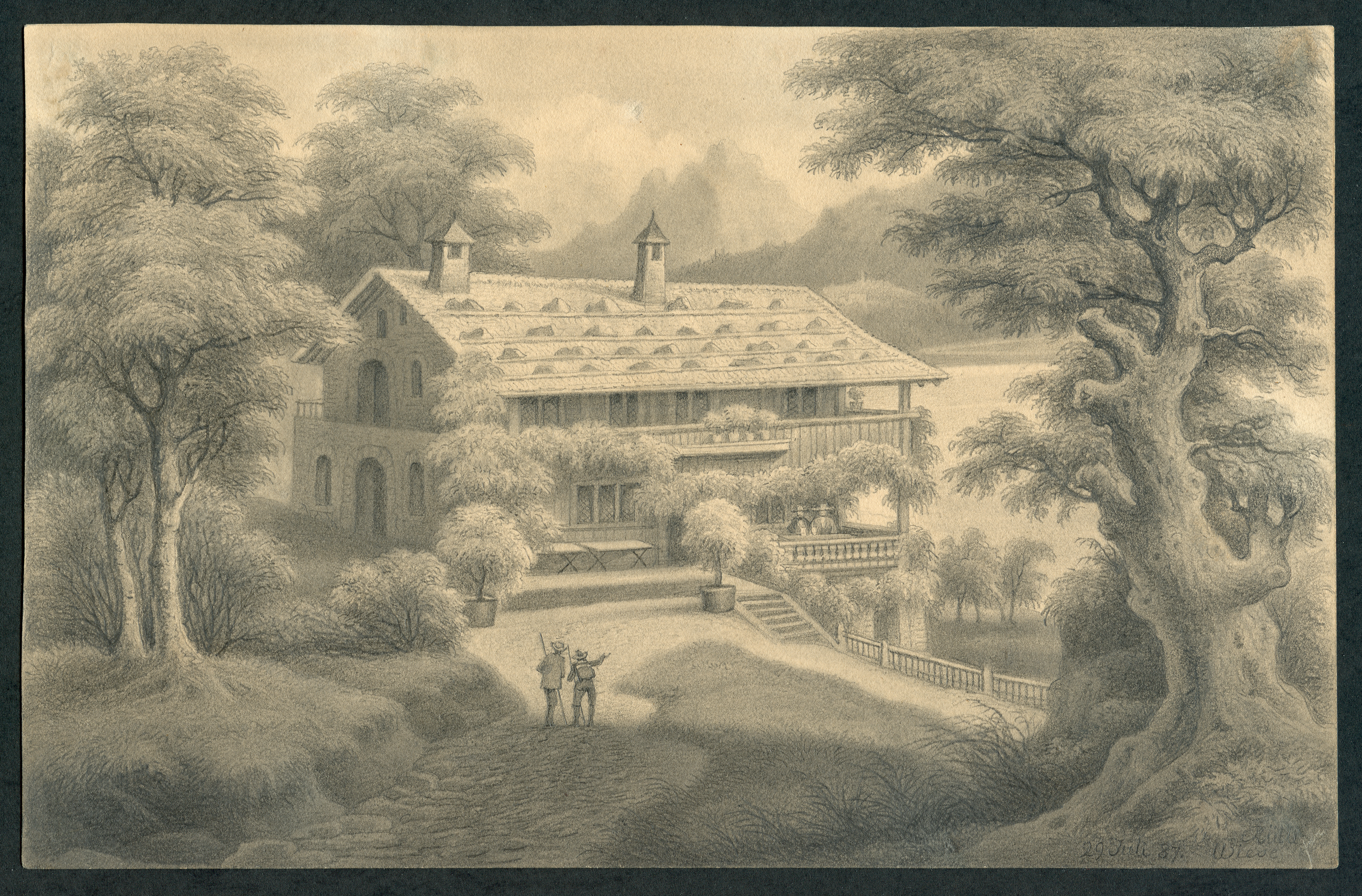
Das Rütlihaus 1887 als Bleistift-Zeichnung von Wilhelm Kretschmer

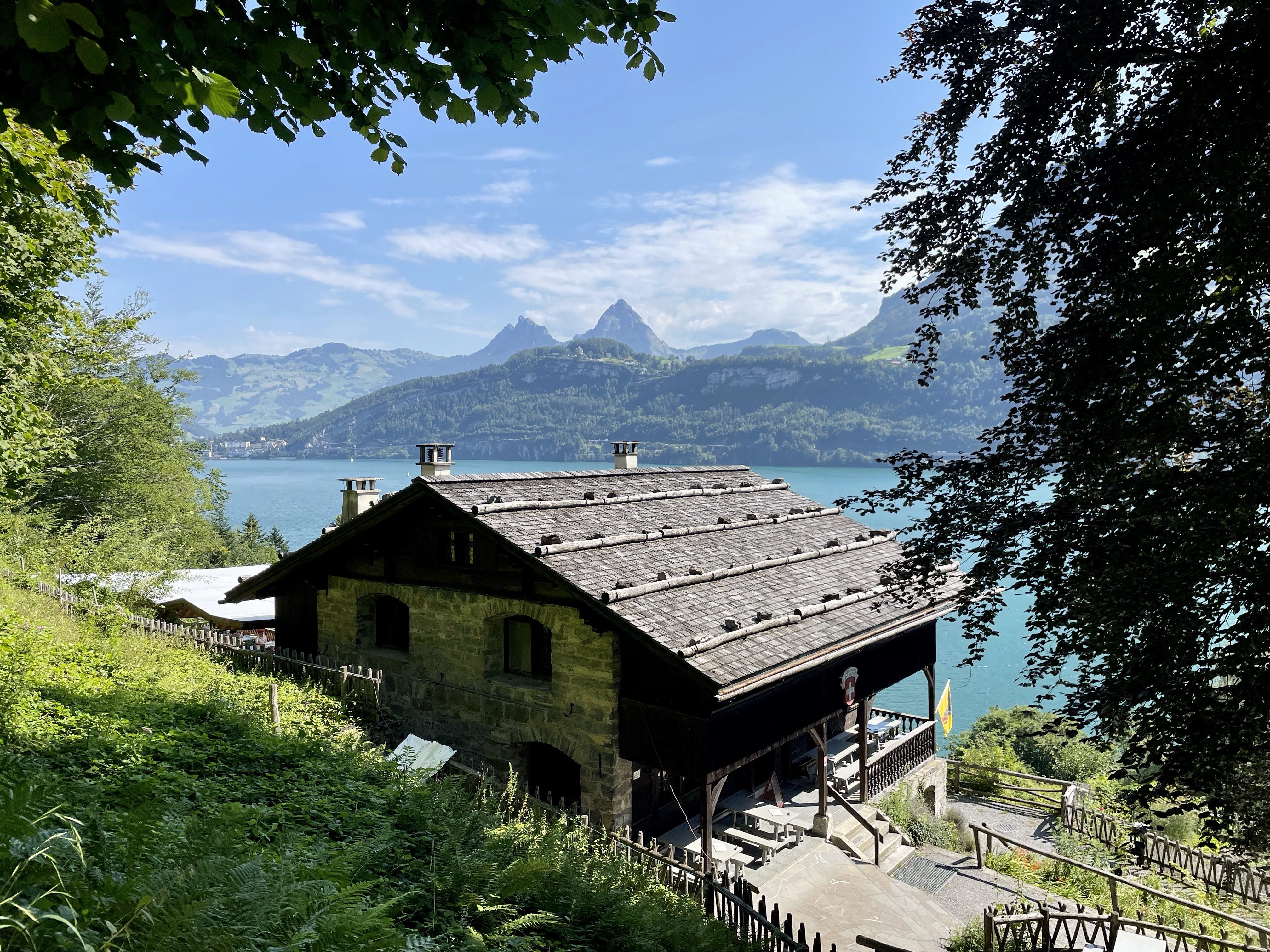
Rütlihaus (2021)

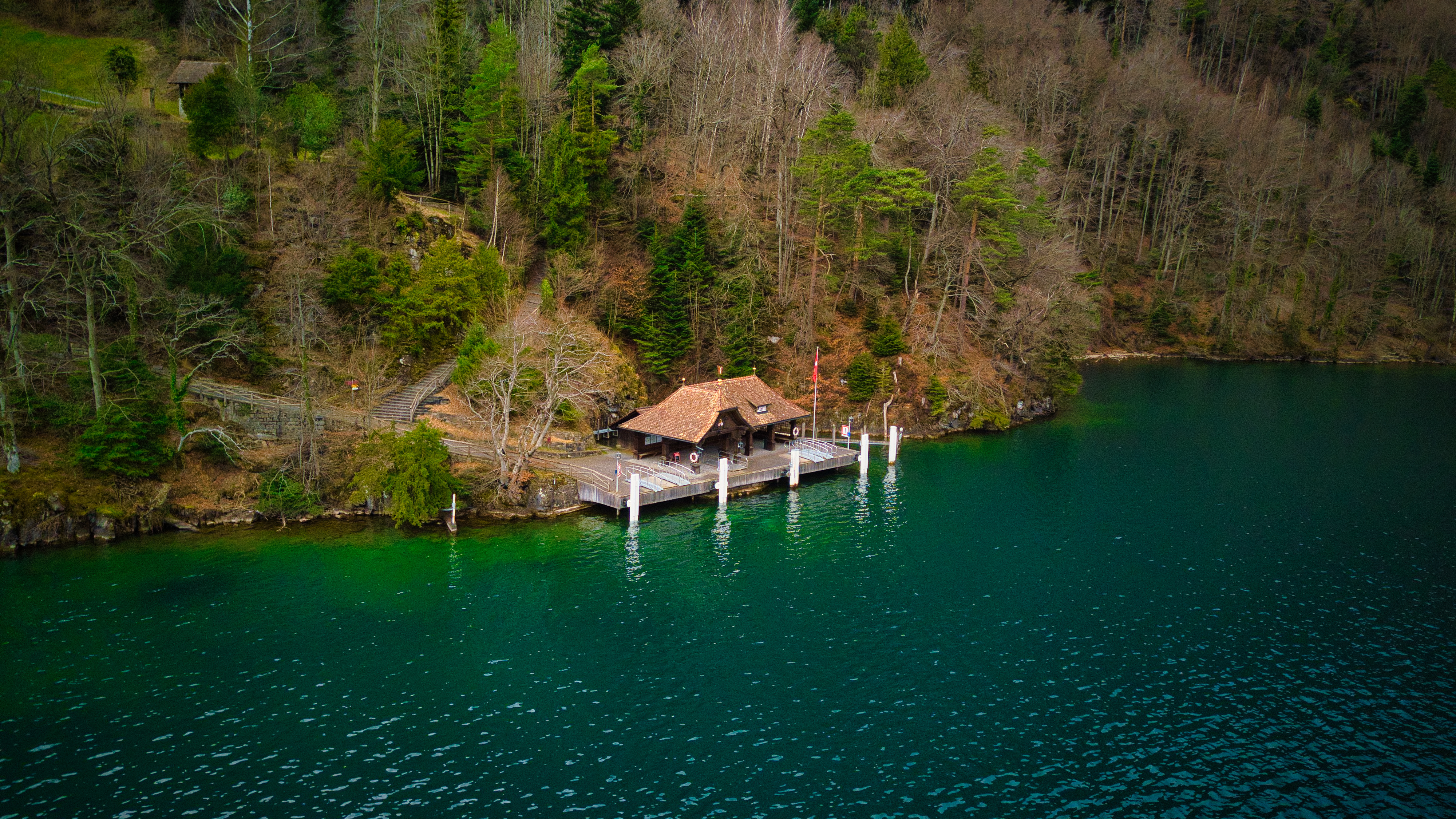
Die Schiffstation, Luftaufnahme

Nachdem das Rütli 1860 Nationaleigentum geworden war, wurde das Gelände in den folgenden zwei Jahren für die Besucher hergerichtet: Aufforstung, Anlage von neuen Wegen, Verlegung der Schiffstation. 1865 wurde am Schwurplatz der Dreiländerbrunnen angelegt: Aus einem Kalkfelsen aus Schwyz entspringen seitdem drei Wasserquellen, die symbolisch für die drei Urkantone Uri, Schwyz und Unterwalden stehen.
Unterdessen kamen prominente Besucher, darunter der bayerische König Ludwig II., der von Schiller begeistert war. 1865 reiste er in die «Landschaft des Tell», wie er die Gegend nannte, und träumte anschliessend davon, auf dem Rütli ein prächtiges Schloss errichten zu lassen. Die bereits vollzogene Umwandlung des Rütli in Nationaleigentum vereitelte seine Vision. 1868 kam Queen Victoria zu Besuch, als sie die Schweiz bereiste.
1868/69 wurde eine Gaststätte für die Besucher erbaut, das Rütlihaus, ein Holzbau im Stil eines Urner Bauernhauses. Das Rütlihaus ist bis heute in Betrieb.
Seit 1884 fuhren Dampfschiffe nach Fahrplan zum Rütli. Der zunehmende Andrang der Touristen führte dazu, dass 1913 eine neue Schiffstation gebaut wurde. Das Rütlihaus und die Schiffstation zählen zu den geschützten Kulturgütern in Seelisberg.

### Rütlirapport 1940
Als Reaktion auf die Bedrohung durch die Achsenmächte im Zweiten Weltkrieg fand am 25. Juli 1940 der Rütlirapport durch General Henri Guisan auf dem Rütli statt. Der General wählte diesen Ort wegen seiner Bedeutung als Symbol der Einheit der Schweiz. Beim Rütlirapport informierte Guisan seine Offiziere über den Réduit-Plan zur Verteidigung der Schweiz.

## Rütlischiessen
Seit 1860 findet jeweils am Mittwoch vor Martini das traditionsreiche Rütlischiessen statt (Distanz 300 Meter), seit Ende der 1930er-Jahre auch ein Pistolenschiessen (Distanz 50 Meter).

## Rütlifeier

### Bis 2006
Auf dem Rütli wurden nationale Gedenkfeiern zunächst unregelmässig abgehalten.
Seit 1891 findet unter der Ägide der Schweizerischen Gemeinnützigen Gesellschaft (SGG) alljährlich am 1. August eine Bundesfeier auf dem Rütli statt, jeweils in ähnlicher Form und mit einer Ansprache als Höhepunkt. Seit den späten 1940er-Jahren hält eine prominente Schweizer Persönlichkeit die Festrede. Bis 2004 waren es vor allem Personen aus der Zentralschweiz. Seitdem werden mehr Redner aus anderen Landesteilen ausgewählt, um möglichst die ganze Schweiz zu repräsentieren.
Im Jahr 1975 hielt erstmals eine Frau die Festansprache, die Urner Landrätin Hildegard Simmen-Schmid. Als erster Redner, welcher nicht aus den Innerschweizer Kantonen kam, sprach beim Jubiläum 1991 der damalige Nationalratspräsident Ulrich Bremi. Die Luzerner Ständerätin Josi Meier war 1995 die erste Frau mit einer nationalen Funktion. 2005 sprach mit Samuel Schmid erstmals ein Bundespräsident.
Die Rütlifeier wurde ab Ende des 20. Jahrhunderts häufiger durch Rechtsextreme gestört. Im Jahr 2004 wurde anstelle einer Bundesfeier Schillers Wilhelm Tell durch das Deutsche Nationaltheater Weimar aufgeführt, und es gab nur eine kurze Begrüssungsrede durch Judith Stamm von der SGG. Den Höhepunkt weiterer Störungen bildete die Feier vom 1. August 2005, an der Bundespräsident Samuel Schmid beschimpft und niedergeschrien wurde. Aufgrund dieser Vorkommnisse wurde der Zugang zur Feier 2006 von einem Grossaufgebot der Polizei kontrolliert. Seit diesem Jahr benötigen die Besucher Zutrittskarten.

### 2007
Im Jahr 2007 begrüssten mehr als 2000 Personen als erste Bundespräsidentin Micheline Calmy-Rey auf dem Rütli, die gemeinsam mit der Präsidentin des Nationalrates Christine Egerszegi auftrat. Im Vorfeld war umstritten gewesen, ob die Rütlifeier in diesem Jahr stattfinden solle. Auch in ausländischen Medien erschienen laut NZZ Berichte über den «Zank», so in der New York Times, in El Mundo (Spanien), Le Monde (Frankreich) und der Wiener Zeitung. Die Frankfurter Allgemeine Zeitung schrieb, dass «eine konservative Männerriege in Bern und den Kantonen […] versuche, die erste Rede von Frauen sowie einer sozialdemokratischen Bundespräsidentin an der Traditionsstätte der Eidgenossenschaft zu verhindern». Das österreichische Radio sprach von einem «Wahlkampfgeplänkel».
Bei den Auseinandersetzungen im Jahr 2007 ging es anfänglich um den Schutz der Feier vor Rechtsextremen, die schon in den vergangenen Jahren bei der Rütlifeier erschienen waren, und um die Frage, wer für die entsprechenden Sicherheitsmassnahmen bezahlen solle. Die Rütlifeier wurde zunächst abgesagt, weil alle Anrainerkantone sich wegen der Sicherheits- und Kostenfrage geweigert hatten, einen Abfahrtsort für die Schiffe bereitzustellen. Daraufhin wurden Rufe laut, man dürfe die Rütlifeier nicht «kampflos der rechtsextremen Szene überlassen». Luzern wollte als Abfahrtsort einspringen, aber nur unter der Bedingung, dass sich die SGG und der Bund an den Sicherheitskosten beteiligen würden. Der Bund lehnte am 16. Mai eine Kostenbeteiligung ab. Bundespräsidentin Calmy-Rey beharrte jedoch darauf, eine Rede auf dem Rütli zu halten. Schliesslich kündigte eine Unternehmergruppe an, die Sicherheitskosten zu übernehmen.
Am Tag der Feier hinderte die Polizei rund 200 Rechtsextreme am Zutritt. Einige Dutzend Neonazis versuchten schon frühmorgens mit aufblasbaren Gummibooten zum Rütli zu paddeln, mittags versuchten es 30 Personen erneut mit Gummibooten. Sie wurden jeweils von der Seepolizei abgefangen. 60 Neonazis hatten versucht, auf dem Landweg zur Rütliwiese zu gelangen. Bei der Feier waren dann nur 13 Neonazis anwesend.
Nach dem Ende der Feier, als die meisten Gäste schon gegangen waren, detonierte auf der Rütliwiese ein im Boden vergrabener Feuerwerkskörper, der von einem Zeitzünder ausgelöst wurde. Die Feier war früher als geplant beendet worden; bei einer Explosion während der Feier hätte man diese abbrechen müssen. Die Suche nach dem Täter blieb erfolglos.
Am 5. August 2007 versammelten sich rund 300 Neonazis auf dem Rütli, um ihre eigene Rütlifeier abzuhalten, bewacht von der Urner Kantonspolizei. Auch in den folgenden Jahren gab es wenige Tage nach der Rütlifeier jeweils eine Rütlifeier der Neonazis. Die Zahl der Teilnehmer ging dabei auf etwa 150 zurück; im Jahr 2012 wurden wieder etwa 300 erwartet.

### Seit 2008

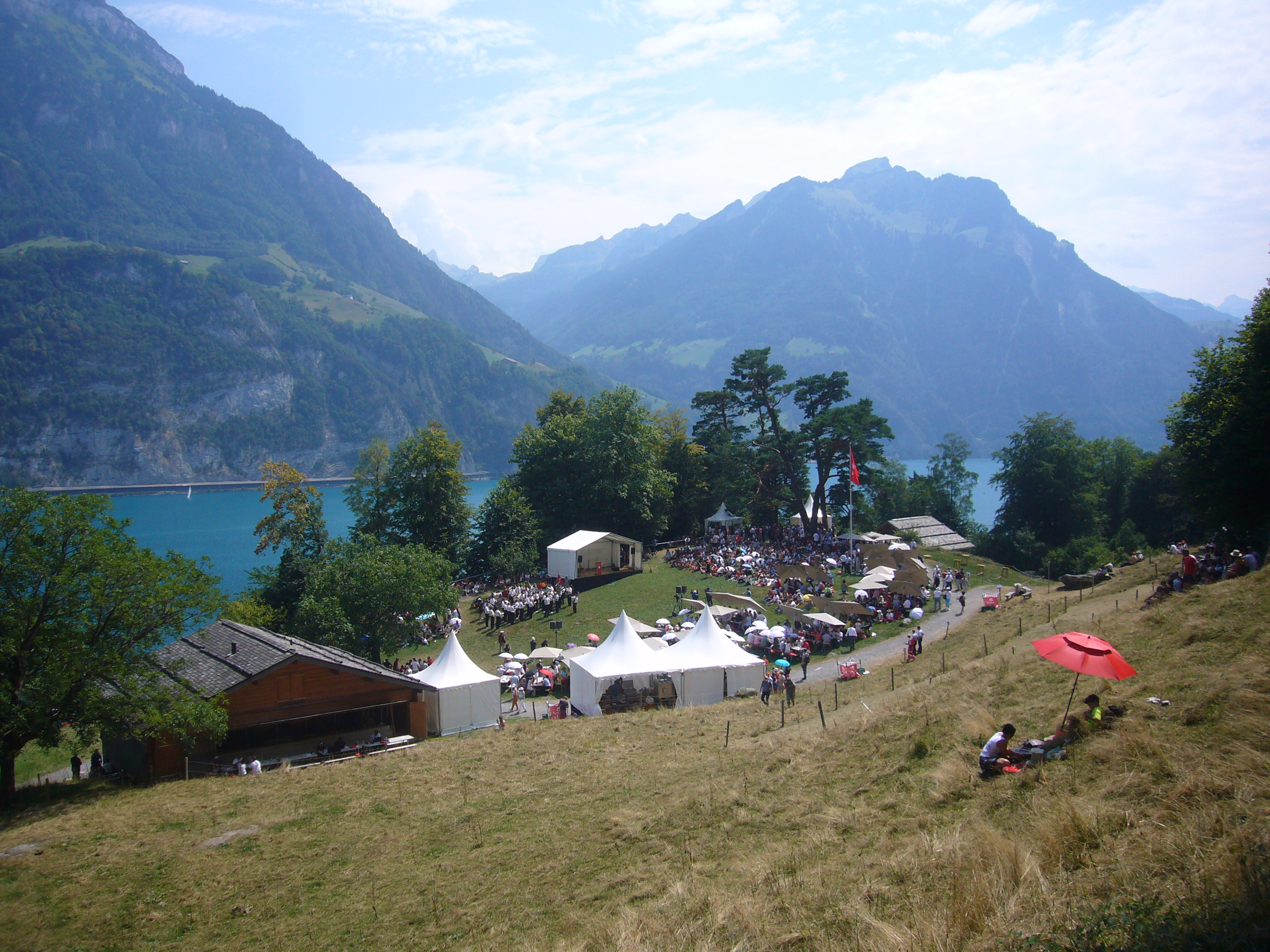
Temporäre Bauten für die Bundesfeier 2018 auf dem Rütli

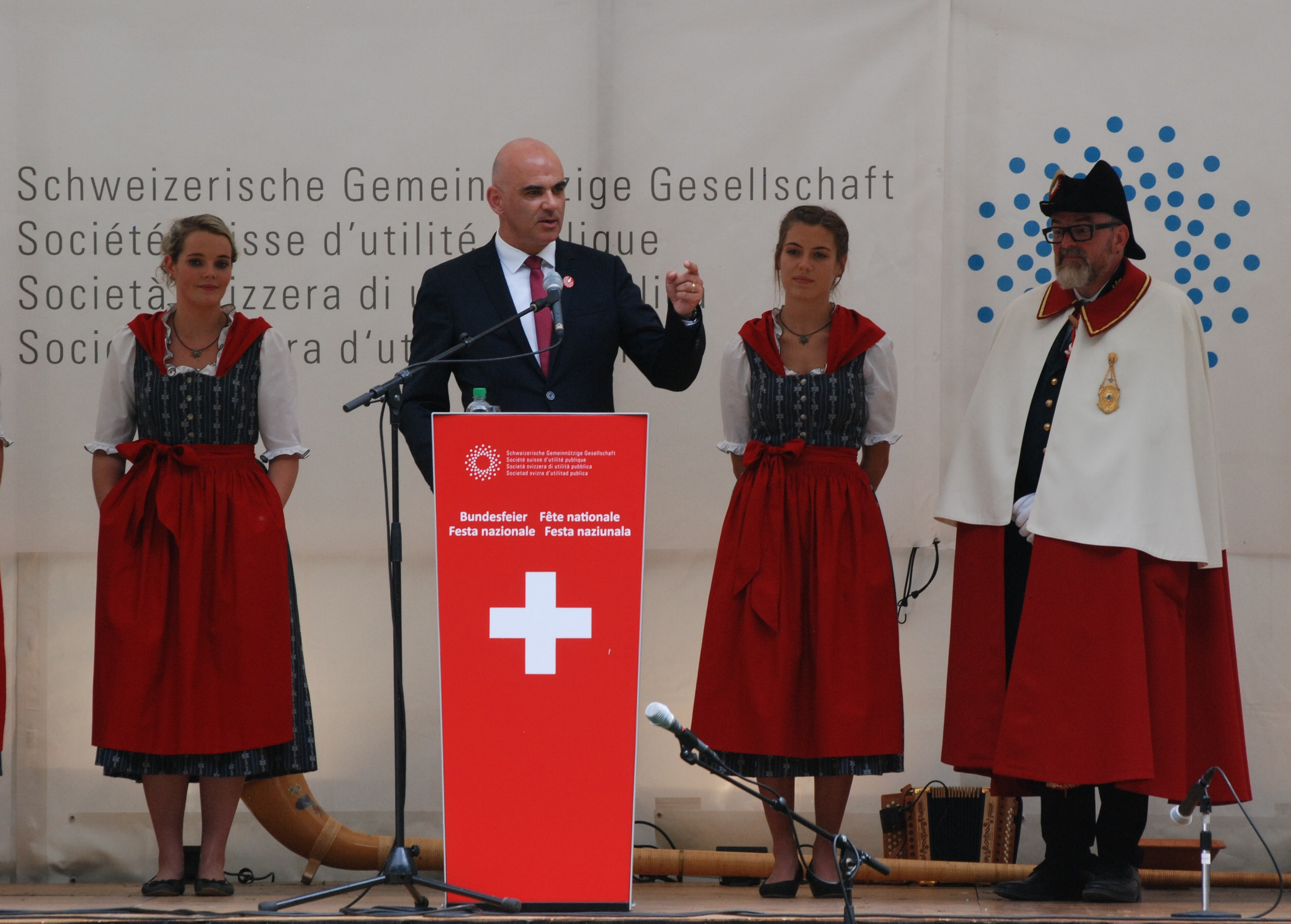
Ansprache des Bundespräsidenten Alain Berset am 1. August 2018 auf dem Rütli. Das Logo der SGG ist im Hintergrund zu sehen, ebenso auf dem Rednerpult über dem Schweizerkreuz.

Im Februar 2008 wurde im Kanton Uri eine Volksinitiative eingereicht, welche verlangte, dass keine nationalen Bundesfeiern auf dem Rütli mehr bewilligt werden dürfen. Genehmigt werden sollten nur Feiern der Gemeinde Seelisberg, bei denen keine ausserkantonalen Festredner auftreten. Die Initiative wurde später als ungültig erklärt.
2008 hielt der Urner Regierungsrat Josef Dittli die Rede, 2009 der Germanist und Schriftsteller Peter von Matt. Im Jahr 2010 war die Festrednerin Annemarie Huber-Hotz, die Präsidentin der SGG. In diesem Jahr feierte die SGG ihr 200-Jahr-Jubiläum; es war aber auch das 150-Jahr-Jubiläum der Schenkung des Rütli an die Schweizerische Eidgenossenschaft.
Seit dem Jahr 2011 lädt die Schweizerische Gemeinnützige Gesellschaft (SGG) zur Gestaltung der Bundesfeier vom 1. August jeweils eine oder mehrere bedeutende Schweizer Organisationen und eine Person für die Festrede ein:
- 2011: Schweizerischer Blinden- und Sehbehindertenverband (100-Jahr-Jubiläum), Festrede: Ständeratspräsident Hansheiri Inderkum
- 2012: Pro Juventute (100-Jahr-Jubiläum), Festrede: Nationalrat Antonio Hodgers
- 2013: Schweizerischer Fussballverband, Festrede: Bundesrat Johann Schneider-Ammann
- 2014: Jungwacht Blauring, Festrede: Jean-François Rime, Präsident Schweizerischer Gewerbeverband
- 2015: Gästival – 200 Jahre Gastfreundschaft Zentralschweiz, Festrede: Bundespräsidentin Simonetta Sommaruga
- 2016: Schweizerisches Rotes Kreuz (SRK, 150-Jahr-Jubiläum), Statement von SRK-Präsidentin Annemarie Huber-Hotz, Festrede: Carla del Ponte
- 2017: Pro Senectute (PS, 100-Jahr-Jubiläum), Statement von PS-Präsidentin und alt Bundesrätin Eveline Widmer-Schlumpf, Festrede: Bundeskanzler Walter Thurnherr
- 2018: Nichtregierungsorganisationen, die sich für den gesellschaftlichen Zusammenhalt engagieren, Festrede: Bundespräsident Alain Berset
- 2019: Milizarbeit als Engagement für die Gesellschaft: Schweizerischer Feuerwehrverband (Swissfire, 150-Jahr-Jubiläum), Statement von Swissfire-Präsident Nationalrat Laurent Wehrli und Schweizerischer Gemeindeverband (SGV, Jahr der Milizarbeit), Statement von SGV-Präsident Ständerat Hannes Germann, Festrede: Urner Regierungsrätin Heidi Z’graggen
- 2020: Geschlossene Feier für 54 Schweizer «Corona-Helden» (52 Frauen und Männer aus den 26 Kantonen plus 2 Auslandsschweizer, die während des Corona-Lockdowns Einsatz gezeigt haben), stellvertretend für alle Personen, die sich für andere Menschen und die Gesellschaft engagieren, Festrede: Bundespräsidentin Simonetta Sommaruga[28]
- 2021: Frauenorganisationen (Anlass: 50 Jahre Frauenstimmrecht in der Schweiz), Organisation durch alliance F, Ansprachen der Bundesrätinnen Simonetta Sommaruga und Viola Amherd, siehe Frauenrütli
- 2022: Nachholen der 2020 abgesagten Feier der Schweizer Schwinger
- 2023: Jugendorganisationen – mit dem Dachverband Schweizer Jugendparlamente DSJ und der Schweizerischen Arbeitsgemeinschaft der Jugendverbände (SAJV), Festrede: SP-Bundesrätin Elisabeth Baume-Schneider[29]
- 2024: Motto: «StadtLand» (und damit der Stadt-Land-Graben), Festrede: Präsident der SGG,[30] Präsident des Schweizerischen Städteverbands, Stadtpräsident von Frauenfeld und FDP-Mitglied Anders Stokholm; Gastorganisationen: Schweizerischer Städteverband und Schweizerische Arbeitsgemeinschaft für die Berggebiete.

### Kritik an der Verwaltung durch die Schweizerische Gemeinnützige Gesellschaft (SGG)
Am 11. September 2023 reichte Nationalrat Thomas Aeschi, Präsident der SVP-Fraktion, im Nationalrat eine Motion ein, mit welcher er den Bundesrat beauftragen wollte, die Vereinbarung zwischen der Schweizerischen Eidgenossenschaft und der SGG vom 17. Februar 2010 über die Zusammenarbeit im Immobilienmanagement betreffend das Rütli auf den nächstmöglichen Termin zu kündigen. Die Schweizerische Eidgenossenschaft solle als Eigentümerin des Rütlis dieses selbst verwalten. Der Motionär war der Ansicht, die SGG habe «in den letzten Jahren einen zunehmend links-progressiven Kurs eingeschlagen, wie die Auswahl der Rednerinnen und Redner für die offiziellen 1. August-Ansprachen auf dem Rütli» zeige. Der Nationalrat nahm die Motion entgegen dem Antrag des Bundesrats zwar am 15. April 2024 mit 98 zu 84 Stimmen an; sie wurde aber durch den Ständerat nach ausführlicher Debatte am 17. März 2025 mit 37 zu 6 Stimmen definitiv abgelehnt.

## Tourismus
Rund 100'000 Besucher kommen jährlich zum Rütli: Schulklassen, Wanderer, Touristen aus aller Welt, auch Politiker und Staatsoberhäupter. Königin Elisabeth II. besuchte am 2. Mai 1980 mit ihrem Gatten das Rütli und hielt eine Ansprache. Václav Havel hielt im Jahr 2001 eine Rede.
Auf dem 6,2 Hektar grossen Gelände finden sich das historische Gasthaus «Rütlihaus», der Schwurplatz mit dem Dreiländerbrunnen, die eigentliche «Rütliwiese» mit Schweizerfahne und von hier in rund 100 Meter Entfernung ein Picknickplatz. Unterhalb des Rütlihauses befindet sich in einer vormaligen Scheune das «Musée Grütli», in dem wechselnde Ausstellungen gezeigt werden. Es wurde 2018 von Bundesrat Alain Berset eröffnet. Laut der Schweizerischen Gemeinnützigen Gesellschaft ist es das kleinste Museum der Schweiz.
Das Rütli lässt sich am besten vom Urnersee aus erreichen. Es gibt regelmässige Schiffsverbindungen ab Luzern, Brunnen und Flüelen. Die Überfahrt von Brunnen zur Anlegestelle am Rütli dauert nur zehn Minuten.
Seit der 700-Jahr-Feier 1991 ist das Rütli ein Höhepunkt des Wanderwegs Weg der Schweiz rund um den Urnersee. Auf diesem Weg gelangt man in einer rund einstündigen Wanderung von Seelisberg zum Rütli.

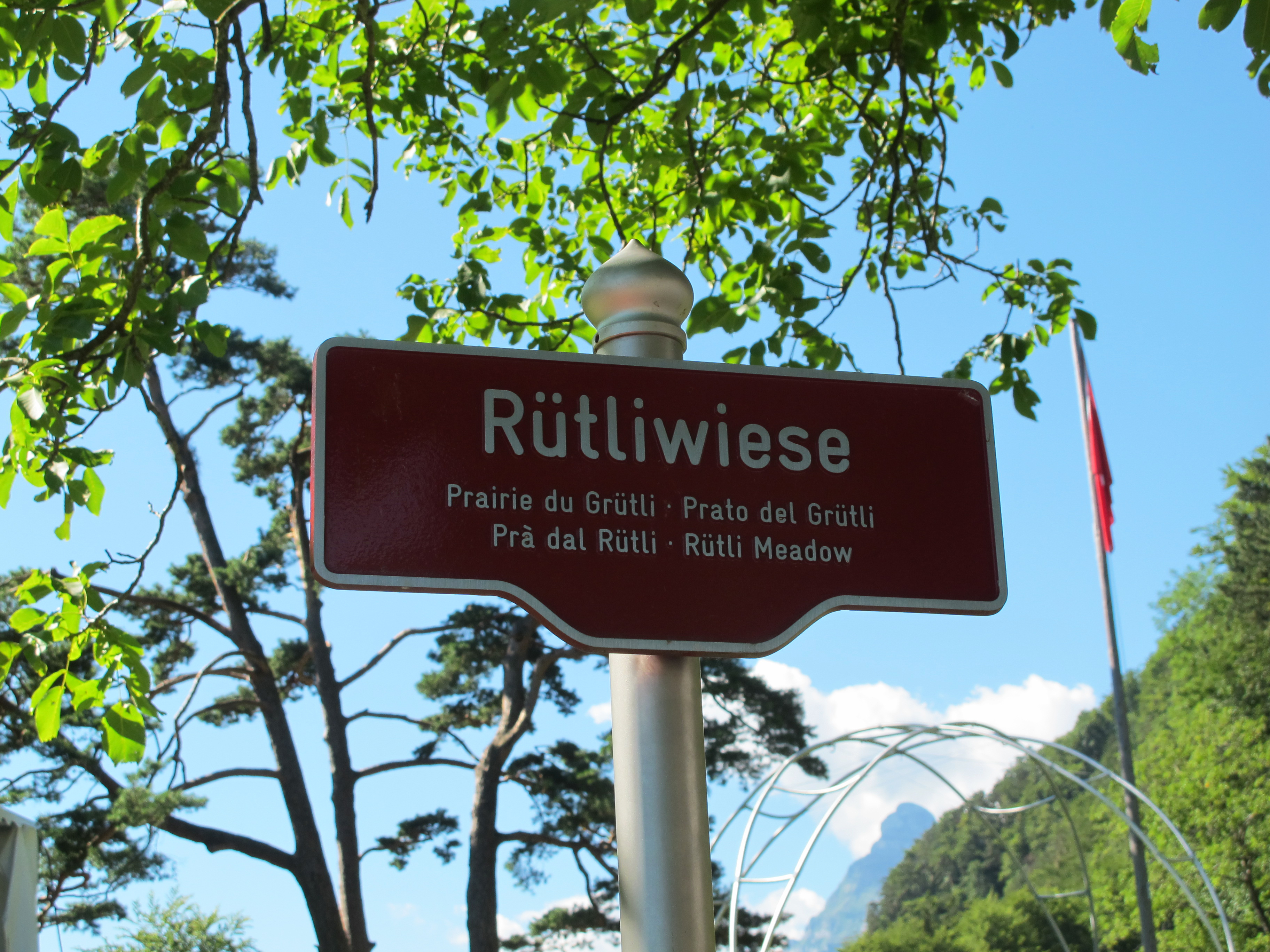
Schild «Rütliwiese» in den vier Landessprachen und Englisch
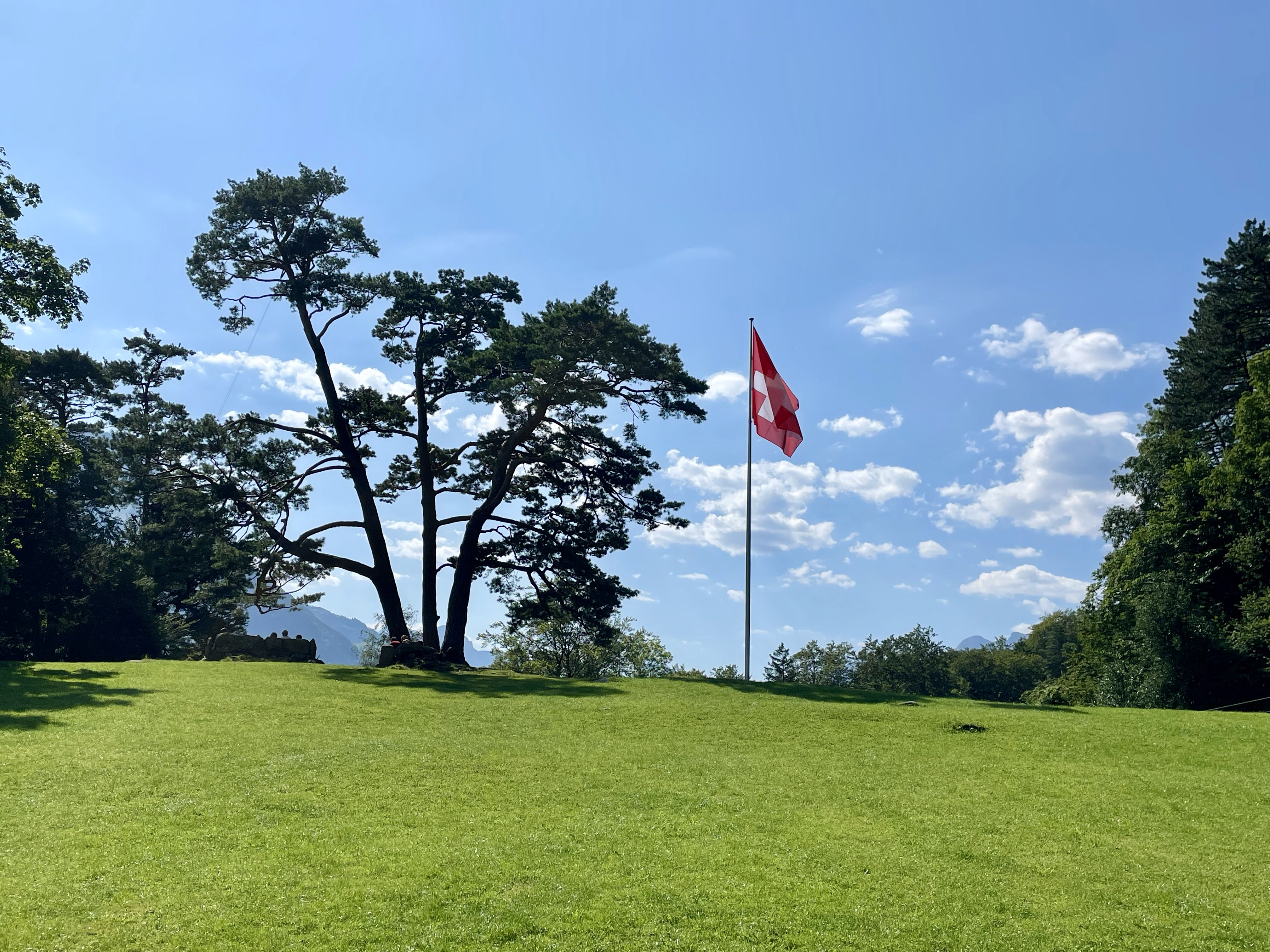
Rütliwiese mit Schweizerfahne
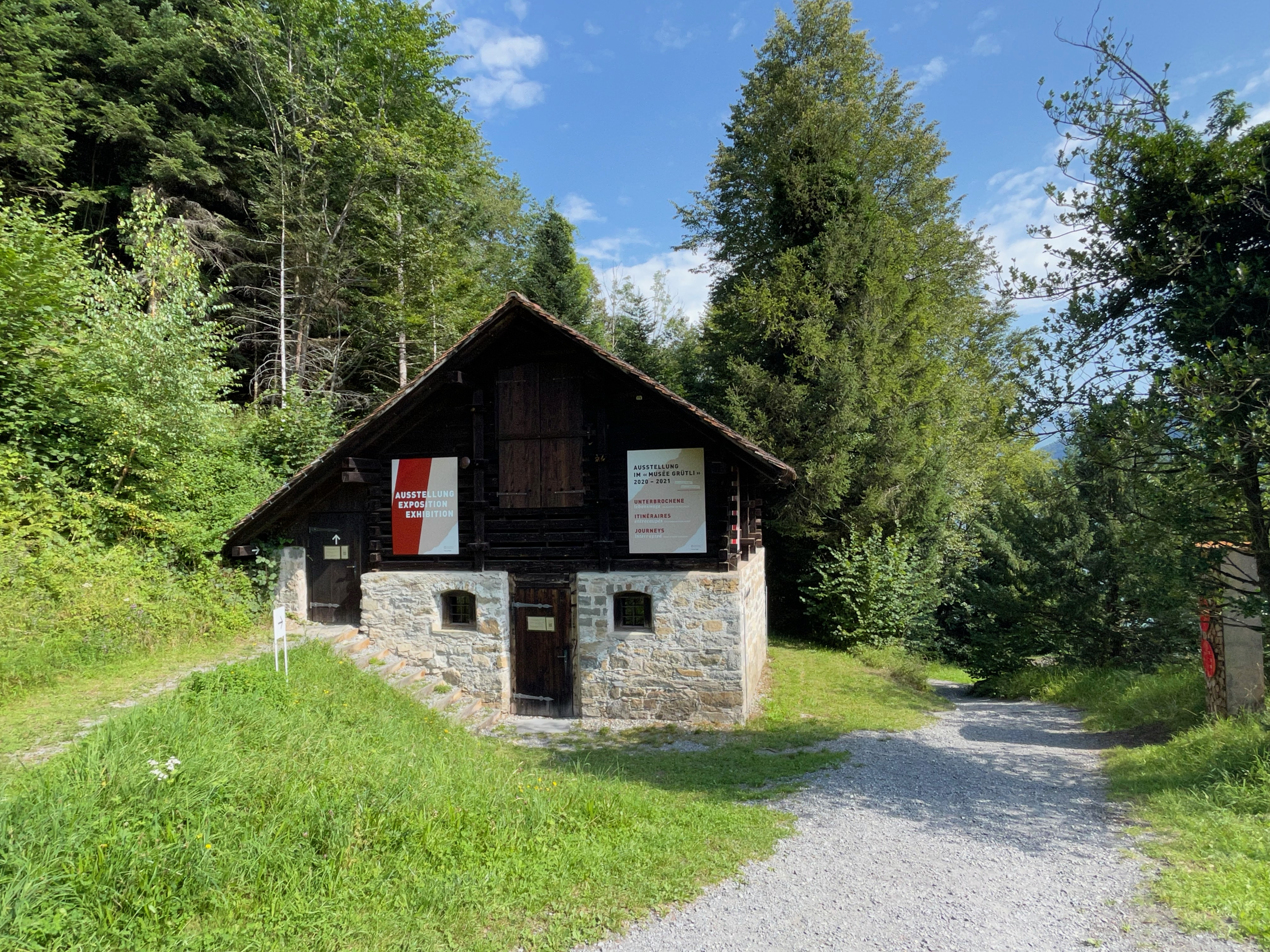
Musée Grütli

## Verzicht auf ein Denkmal
Auf der Rütliwiese existiert nach dem Willen der zuständigen Kommission der Schweizerischen Gemeinnützigen Gesellschaft (SGG) kein Denkmal, obschon es immer wieder Vorschläge gab, so war beispielsweise ein Denkmal für Henri Guisan vorgeschlagen worden. Der Geschäftsführer der SGG sagte im Jahr 2023, die Kommission sei hart geblieben – wenn man einmal anfange mit einem Denkmal, dann sei der Damm gebrochen. Das Rütli solle «frei bleiben, frei für Gedanken über das Zusammenleben der Schweiz».

## Zitat
Mark Twain besuchte das Rütli im September 1891 und rühmte es in einem Reisebericht mit den Worten: «Das Rütli ist ein abgelegener kleiner Wiesenfleck, aber ich wüsste kein anderes Stück Erde, das heiliger oder mehr wert wäre, Ozeane und Kontinente zu durchqueren, um es zu sehen […]». Er begründete dies mit dem Rütlischwur, der dem zuvor  «versklavten» Land für immer Freiheit verschafft habe.